# Ponar
Ponar – nazwa branżowego organu zarządzania w PRL, który wielokrotnie ulegał zmianom restrukturyzacyjnym.
W 1945 utworzono Zjednoczenie Przemysłu Obrabiarkowego, w 1948 zmieniając mu nazwę na Zjednoczenie Przemysłu Urządzeń Mechanicznych i podporządkowując go Centralnemu Zarządowi Przemysłu Metalowego, w 1950 Centralnemu Zarządowi Przemysłu Maszynowego, który został następnie przekształcony w Centralny Zarząd Przemysłu Obrabiarkowego „Ponar”, w 1958 w Zjednoczenie Przemysłu Obrabiarkowego „Ponar”, a w 1982 w Zrzeszenie Przedsiębiorstw Producentów Obrabiarek Urządzeń Technologicznych i Narzędzi „Ponar”.

## Przedsiębiorstwa wchodzące w skład zjednoczenia
- Andrychowska Fabryka Maszyn „Ponar-Andrychów”, Andrychów; obecnie Andrychowska Fabryka Maszyn DEFUM
- Dąbrowska Fabryka Obrabiarek Ponar-Defum, Dąbrowa Górnicza; w likwidacji
- Fabryka Automatów Tokarskich „Ponar-Bydgoszcz”, Bydgoszcz; zlikwidowana w 2006
- Fabryka Automatów Tokarskich „Ponar-Wrocław”, Wrocław; obecnie Fabryka Automatów Tokarskich we Wrocławiu S.A., członek grupy Haco
- Fabryka Elementów Obrabiarkowych „Ponar-Wadowice”, Wadowice; obecnie PONAR Wadowice S.A.
- Fabryka Maszyn „Ponar-Kowary”, Kowary; obecnie Fabryka Szlifierek Lakfam
- Fabryka Maszyn „Ponar-Remo”, Wschowa, do 2009 jako Fabryka Maszyn „Ponar-Remo” Sp. z o.o..; w likwidacji
- Fabryka Obrabiarek „Ponar-Remo”, Kępno zs Mianowice; obecnie Poner Sp. z o.o.
- Fabryka Obrabiarek „Ponar-Tarnobrzeg”, Tarnobrzeg; ostatnio Tarnobrzeska Fabryka Obrabiarek „Ponar-Tarnobrzeg” S.A., zlikwidowana
- Fabryka Obrabiarek Precyzyjnych „Ponar-Avia”, Warszawa; obecnie Fabryka Obrabiarek Precyzyjnych „Avia” S.A.,
- Fabryka Obrabiarek Precyzyjnych „Ponar-Pruszków”, Pruszków; obecnie Maszyny Obrabiarki Centra Mechanicy Pruszków Sp. z o.o., zawieszona działalność od 2011-09-01, hale nie istnieją
- Fabryka Obrabiarek Specjalnych „Ponar-Wiepofama”, Poznań; obecnie Wiepofama S.A.
- Fabryka Pras Automatycznych „Ponar-Plasomat”, Warszawa; do niedawna Fabryka Pras Automatycznych „Plasomat”, nie istnieje
- Fabryka Przyrządów i Uchwytów „Ponar-Bial”, Białystok; obecnie Fabryka Przyrządów i Uchwytów BISON-BIAL S.A.
- Fabryka Szlifierek „Ponar-Głowno”, Głowno; obecnie Fabryka Szlifierek „FAS-Głowno”, Sp. z o.o.
- Fabryka Szlifierek „Ponar-Łódź”, Łódź; obecnie Fabryka Szlifierek „Jotes” S.A., w likwidacji
- Fabryka Urządzeń Mechanicznych „Ponar-Chocianów”, Chocianów; obecnie Fabryka Urządzeń Mechanicznych „Chofum” S.A.; członek grupy kapitałowej Gwarant
- Fabryka Urządzeń Mechanicznych „Ponar–Pabianice”, Pabianice, obecnie Fabryka Szlifierek FUM Pabianice S.A, w upadłości
- Fabryka Urządzeń Mechanicznych „Ponar–Poręba”, Poręba; obecnie Fabryka Urządzeń Mechanicznych „Poręba” Sp. z o.o.
- Fabryka Wtryskarek „Ponar-Żywiec”, Żywiec; obecnie Ponar Sp. z o.o
- Jarocińska Fabryka Obrabiarek „Ponar-Jafo”, Jarocin; obecnie Jarocińska Fabryka Obrabiarek „Jafo” S.A., członek Swedish Machine Group
- Pleszewska Fabryka Obrabiarek „Ponar-Pleszew”, Pleszew; obecnie Famot Pleszew Sp. z o.o., członek grupy DMG Mori
- Przedsiębiorstwo Remontowe Obrabiarek Precyzyjnych „Ponar-Remo”, Koronowo; obecnie Ponar Koronowo A.Bogucki, F.Kochański S.c.
- Zakłady Mechaniczne „Ponar-Tarnów”, Tarnów; obecnie Zakłady Mechaniczne „Tarnów” S.A., członek grupy Kapitałowej „Bumar”
- Biuro Konstrukcyjne Obrabiarek, Pruszków; obecnie Centrum Badawczo-Konstrukcyjne Obrabiarek Sp. z o.o, sprywatyzowana w 2013 roku

W pewnym okresie funkcjonowały też:
- Kombinat Gospodarki Parkiem Obrabiarkowym „Ponar-Remo”, Warszawa; do 2004 Przedsiębiorstwo Obsługi Technicznej Maszyn i Obrotu „Ponar-Remo”
- Kombinat Obrabiarek do Części Korpusowych „Ponar-Komo”, Pruszków; obecnie Maszyny Obrabiarki Centra Mechanicy Pruszków Sp. z o.o.
- Kombinat Obrabiarek do Części Tocznych „Ponar-Wafum”, Wrocław; obecnie Fabryka Automatów Tokarskich S.A., członek grupy Haco
- Kombinat Obrabiarek i Narzędzi do Obróbki Plastycznej „Ponar-Plaso”, Warszawa; do niedawna Fabryka Pras Automatycznych „Plasomat”
- Kombinat Obrabiarek i Narzędzi do Obróbki Ściernej „Ponar-Jotes”, Łódź; obecnie Fabryka Szlifierek „Jotes” S.A.
- Kombinat Przyrządów i Uchwytów „Ponar-Bial”, Białystok; obecnie Fabryka Przyrządów i Uchwytów BISON-BIAL S.A.